# Peters-Zwergmaus
Die Peters-Zwergmaus (Mus setulosus) ist ein Nagetier in der Familie der Langschwanzmäuse (Muridae), das in Afrika vorkommt. Die Art kann leicht mit der Afrikanischen Zwergmaus (Mus minutoides) verwechselt werden, die teilweise dasselbe Verbreitungsgebiet hat. Mus setulosus fehlt die rötliche Schattierung des Fells.

## Merkmale
Die Peters-Zwergmaus ist mit einer Kopf-Rumpf-Länge von 77 bis 86 mm und einer Schwanzlänge von 52 bis 59 mm ein großer Vertreter der Untergattung Nannomys (Afrikanische Zwergmäuse). Sie hat etwa 11,5 mm lange Ohren. Das recht lange und harsche Fell der Oberseite hat eine dunkelbraune bis schwarze Farbe mit einigen hellbraunen Haaren eingesprenkelt. Es wird zu den Seiten hin heller, während die Unterseite und die Füße von weißem Fell bedeckt sind. Auf den dunklen Ohren kommen wenige graue oder hellbraune Haare vor. Der Schwanz ist mit Schuppen bedeckt, die Ringe bilden, zusätzlich kommen einige wenige Borsten vor. Die weiße Kante der Oberlippe ist schmaler als bei der Temminck-Zwergmaus oder der Hausa-Zwergmaus.

## Verbreitung und Lebensweise
Die Art hat drei voneinander getrennte Populationen in Afrika südlich der Sahara, die erste von Sierra Leone bis Togo, die zweite in Kamerun und angrenzenden Regionen sowie eine weitere in Äthiopien. Die Peters-Zwergmaus lebt im Flachland und in Gebirgen bis 2.300 Meter Höhe. Sie hält sich in Grasländern, in lichten Wäldern und auf Waldlichtungen auf. Vermutlich hat sie die gleiche Lebensweise wie die Temminck-Zwergmaus.

## Status
Für die Art sind keine nennenswerten Bedrohungen bekannt. Sie wird von der IUCN als nicht gefährdet (Least Concern) gelistet.

## Belege
1. ↑  Don E. Wilson, DeeAnn M. Reeder (Hrsg.): Mammal Species of the World. A taxonomic and geographic Reference. 3. Auflage. 2 Bände. Johns Hopkins University Press, Baltimore MD 2005, ISBN 0-8018-8221-4 (englisch, Mus setulosus).
2. 1 2 3  Richard W. Thorington Jr., Chad E. Shennum: Mus setulosus. In: Jonathan Kingdon, David Happold, Michael Hoffmann, Thomas Butynski, Meredith Happold und Jan Kalina (Hrsg.): Mammals of Africa Volume III. Rodents, Hares and Rabbits. Bloomsbury, London 2013, S. 492–493; ISBN 978-1-4081-2253-2.
3. 1 2  Mus setulosus in der Roten Liste gefährdeter Arten der IUCN 2016. Eingestellt von: Granjon, L., 2016. Abgerufen am 18. Mai 2017.